# Любавин, Николай Николаевич
Любавин Николай Николаевич (1845—1918) — российский учёный-химик, ординарный профессор Московского университета.

## Биография
Родился 10 (22) апреля 1845 года — сын купца 3-й гильдии. Окончил Санкт-Петербургское коммерческое училище (1862). Поступил вольнослушателем на физико-математический факультет Санкт-Петербургского университета, который окончил в 1868 году со степенью кандидата. После окончания университета на средства своего отца отправился за границу для «усовершенствования в науках». Стажировался (1868—1870) в лабораториях А. В. Кольбе в Лейпциге, А. И. Ф. Байера в Берлине, Р. В. Бунзена и А. Ладенбурга в Гейдельберге, П. Э. М. Бертло в Париже. 
После возвращения в Россию, в феврале 1871 года по приглашению профессора Н. А. Меншуткина поступил на службу лаборантом в аналитическое отделение химической лаборатории Санкт-Петербургского университета, где руководил занятиями студентов по количественному анализу. В 1874 году защитил магистерскую диссертацию по химии «Аммиачные соединения валерианового альдегида». В сентябре 1880 года был утверждён в звании приват-доцента и стал читать лекции по химии, вёл спецкурс об азотистых органических веществах; в 1885—1886 гг. преподавал общий курс технической химии. 
В Санкт-Петербургском университете вёл исследовательскую работу преимущественно в области органической химии. Любавин осуществил синтез пиридиновых оснований, установил циклическое строение пиридина и хинолина и наличие в их молекулах двойных связей -N=CH-. Разработал (1880) способ синтеза аминокислот взаимодействием альдегидов с цианистым аммонием и этим способом впервые синтезировал из ацетальдегида аланин и из валерианового альдегида лейцин (1881), ранее получаемые только из белков. Долгое время работал над составлением учебника «Физическая химия» (1876—1877), ставшего первым отечественным печатным руководством подобного рода.
В 1886 году перешёл в Императорский Московский университет по приглашению профессора В. В. Марковникова: приват-доцент, экстраординарный профессор (1890), ординарный профессор (1898—1907) по кафедре технологии и технической химии  физико-математического факультета университета. Защитил докторскую диссертацию (1887) «О пиридинных соединениях». Читал лекции по технической химии. При Любавине было построено новое здание лаборатории технической химии, он внимательно следил за пополнением технического кабинета и лаборатории новыми приборами и аппаратурой, а библиотеки при лаборатории — новыми книгами и специальными журналами.
В 1901 году выбыл из числа штатных профессоров по выслуге 30-летнего срока, но с сохранением профессорского звания и права преподавания; 1 января 1903 года был произведён в действительные статские советники. До 1907 года продолжал читать лекции и руководить практическими занятиями студентов. В 1907 году вышел в отставку и полностью посвятил себя работе над фундаментальным 7-томным трудом «Техническая химия» (1897—1926). Известен также как один из переводчиков 1-го тома «Капитала» К. Маркса на русский язык.
Был награждён орденами Св. Станислава 2-й степени (1895), Св. Анны 2-й степени (1896), Св. Владимира 3-й степени (1905).
Умер 17 декабря 1918 года.